# África Eco Race de 2013
O África Eco Race de 2013 foi a 5ª edição do rali que surgiu após a mundança do Rali Dakar para a América do Sul. Ocorrereu entre 27 de Dezembro de 2012 (verificações técnicas) e 9 de Janeiro de 2013. Jean-Louis Schlesser venceu o Rali pela 5ª vez consecutiva, num buggy construído por si.

## Etapas
| Etapa        | Data           | Partida                   | Chegada                   | Ligação                   | Especial                  | Ligação                   | TOTAL                     |
| ------------ | -------------- | ------------------------- | ------------------------- | ------------------------- | ------------------------- | ------------------------- | ------------------------- |
| 1            | 29 de Dezembro | Nador                     | Boudenib                  | 223 km                    | 245 km                    | 190 km                    | 658 km                    |
| 2            | 30 de Dezembro | Boudenib                  | Tagounite                 | 0 km                      | 409 km                    | 22 km                     | 432 km                    |
| 3            | 31 de Dezembro | Tagounite                 | Oued Draa                 | 0 km                      | 433 km                    | 92 km                     | 525 km                    |
| 4            | 1 de Janeiro   | Oued Draa                 | Gwirat Larjam             | 0 km                      | 343 km                    | 108 km                    | 451 km                    |
| 5            | 2 de Janeiro   | Oued Hamra                | Dakhla                    | 5 km                      | 331 km                    | 352 km                    | 689 km                    |
| 3 de janeiro | 3 de janeiro   | Dia de descanso em Dakhla | Dia de descanso em Dakhla | Dia de descanso em Dakhla | Dia de descanso em Dakhla | Dia de descanso em Dakhla | Dia de descanso em Dakhla |
| 6            | 4 de Janeiro   | Dakhla                    | Chami                     | 372 km                    | 161 km                    | 41 km                     | 574 km                    |
| 7            | 5 de Janeiro   | Chami                     | Akjoujt                   | 1 km                      | 437 km                    | 209 km                    | 646 km                    |
| 8            | 6 de Janeiro   | Akjoujt                   | Akjoujt                   | 157 km                    | 320 km                    | 0 km                      | 477 km                    |
| 9            | 7 de Janeiro   | Akjoujt                   | Tenadi                    | 0 km                      | 441 km                    | 18 km                     | 459 km                    |
| 10           | 8 de Janeiro   | Tenadi                    | Koba                      | 0 km                      | 196 km                    | 452 km                    | 648 km                    |
| 11           | 9 de Janeiro   | Koba                      | Dakar                     | 171 km                    | 24 km                     | 41 km                     | 236 km                    |

## Resultados por etapas

### Motos
|       | Classificação da etapa | Classificação da etapa | Classificação da etapa | Classificação da etapa | Classificação da etapa | Classificação Geral | Classificação Geral | Classificação Geral | Classificação Geral | Classificação Geral |
| Etapa | Pos                    | Piloto                 | Marca                  | Tempo                  | Dif                    | Pos                 | Piloto              | Marca               | Tempo               | Dif                 |
| ----- | ---------------------- | ---------------------- | ---------------------- | ---------------------- | ---------------------- | ------------------- | ------------------- | ------------------- | ------------------- | ------------------- |
| 1     | 1                      | Stefano Truchi         | KTM                    | 1:52:36                |                        | 1                   | Stefano Truchi      | KTM                 | 1:52:36             |                     |
| 1     | 2                      | Joseph Palacios        | KTM                    | 2:00:01                | 07:25                  | 2                   | Joseph Palacios     | KTM                 | 2:00:01             | 07:25               |
| 1     | 3                      | Helly Frawallner       | Yamaha                 | 2:00:20                | 07:44                  | 3                   | Helly Frawallner    | Yamaha              | 2:00:20             | 07:44               |
|       |                        |                        |                        |                        |                        |                     |                     |                     |                     |                     |
| 2     | 1                      | Stefano Truchi         | KTM                    | 6:13:37                |                        | 1                   | Stefano Truchi      | KTM                 | 8:06:13             |                     |
| 2     | 2                      | Martin Fontyn          | KTM                    | 6:34:17                | 20:40                  | 2                   | Martin Fontyn       | KTM                 | 8:35:50             | 29:37               |
| 2     | 3                      | Alfredo Procaccini     | KTM                    | 6:56:52                | 43:15                  | 3                   | Guillaume Martens   | KTM                 | 9:05:07             | 58:54               |
|       |                        |                        |                        |                        |                        |                     |                     |                     |                     |                     |
| 3     | 1                      | Guillaume Martens      | KTM                    | 6:42:23                |                        | 1                   | Guillaume Martens   | KTM                 | 15:47:30            |                     |
| 3     | 2                      | Norbert Dubois         | KTM                    | 6:56:48                | 14:25                  | 2                   | Martin Fontyn       | KTM                 | 15:58:22            | 10:52               |
| 3     | 3                      | Patrick Arnoult        | Honda                  | 7:00:56                | 18:33                  | 3                   | Patrick Arnoult     | Honda               | 16:15:09            | 27:39               |
|       |                        |                        |                        |                        |                        |                     |                     |                     |                     |                     |
| 4     | 1                      | Norbert Dubois         | KTM                    | 5:11:27                |                        | 1                   | Guillaume Martens   | KTM                 | 21:08:18            |                     |
| 4     | 2                      | Guillaume Martens      | KTM                    | 5:20:48                | 9:21                   | 2                   | Martin Fontyn       | KTM                 | 21:24:34            | 16:16               |
| 4     | 3                      | Martin Fontyn          | KTM                    | 5:26:12                | 15:45                  | 3                   | Norbert Dubois      | KTM                 | 21:31:11            | 22:53               |
|       |                        |                        |                        |                        |                        |                     |                     |                     |                     |                     |
| 5     | 1                      | Martin Rabenlehner     | KTM                    | 4:50:38                |                        | 1                   | Martin Fontyn       | KTM                 | 26:28:30            |                     |
| 5     | 2                      | Klaus Pelzmann         | Yamaha                 | 4:52:40                | 02:02                  | 2                   | Norbert Dubois      | KTM                 | 26:33:16            | 04:46               |
| 5     | 3                      | Patrick Arnoult        | Honda                  | 5:01:56                | 11:18                  | 3                   | Guillaume Martens   | KTM                 | 26:33:28            | 04:58               |
|       |                        |                        |                        |                        |                        |                     |                     |                     |                     |                     |
| 6     | 1                      | Guillaume Martens      | KTM                    | 02:03:19               |                        | 1                   | Guillaume Martens   | KTM                 | 28:36:47            |                     |
| 6     | 2                      | Norbert Dubois         | KTM                    | 02:08:51               | 05:32                  | 2                   | Martin Fontyn       | KTM                 | 28:41:35            | 04:48               |
| 6     | 3                      | Martin Fontyn          | KTM                    | 02:13:05               | 09:46                  | 3                   | Norbert Dubois      | KTM                 | 28:42:07            | 16:37               |
|       |                        |                        |                        |                        |                        |                     |                     |                     |                     |                     |
| 7     | 1                      | Martin Fontyn          | KTM                    | 6:34:13                |                        | 1                   | Martin Fontyn       | KTM                 | 35:15:48            |                     |
| 7     | 2                      | Norbert Dubois         | KTM                    | 6:36:05                | 0:01:52                | 2                   | Norbert Dubois      | KTM                 | 35:18:12            | 0:02:24             |
| 7     | 3                      | Helly Frawallner       | Yamaha                 | 6:52:52                | 0:18:39                | 3                   | Guillaume Martens   | KTM                 | 35:45:45            | 0:29:57             |
|       |                        |                        |                        |                        |                        |                     |                     |                     |                     |                     |
| 8     | 1                      | Guillaume Martens      | KTM                    | 7:35:46                |                        | 1                   | Martin Fontyn       | KTM                 | 43:03:26            |                     |
| 8     | 2                      | Martin Fontyn          | KTM                    | 7:47:38                | 0:11:52                | 2                   | Guillaume Martens   | KTM                 | 43:21:31            | 0:18:05             |
| 8     | 3                      | Patrick Arnoult        | Honda                  | 7:58:15                | 0:22:29                | 3                   | Patrick Arnoult     | Honda               | 44:09:27            | 1:06:01             |
|       |                        |                        |                        |                        |                        |                     |                     |                     |                     |                     |
| 9     | 1                      | Martin Fontyn          | KTM                    | 7:12:28                |                        | 1                   | Martin Fontyn       | KTM                 | 50:15:54            |                     |
| 9     | 2                      | Guillaume Martens      | KTM                    | 7:56:17                | 0:43:49                | 2                   | Guillaume Martens   | KTM                 | 51:17:48            | 1:01:54             |
| 9     | 3                      | Joseph Palacios        | KTM                    | 8:03:06                | 0:50:38                | 3                   | Patrick Arnoult     | Honda               | 52:22:09            | 2:06:15             |
|       |                        |                        |                        |                        |                        |                     |                     |                     |                     |                     |
| 10    | 1                      | Norbert Dubois         | KTM                    | 3:02:24                |                        | 1                   | Martin Fontyn       | KTM                 | 53:52:24            |                     |
| 10    | 2                      | Guillaume Martens      | KTM                    | 3:07:01                | 0:04:37                | 2                   | Guillaume Martens   | KTM                 | 54:24:49            | 0:32:25             |
| 10    | 3                      | Patrick Arnoult        | Honda                  | 3:34:52                | 0:32:28                | 3                   | Patrick Arnoult     | Honda               | 55:57:01            | 2:04:37             |
|       |                        |                        |                        |                        |                        |                     |                     |                     |                     |                     |
| 11    | 1                      | Norbert Dubois         | KTM                    | 12:41                  |                        | 1                   | Martin Fontyn       | KTM                 | 53:52:24            |                     |
| 11    | 2                      | Joseph Palacios        | KTM                    | 13:38                  | 00:57                  | 2                   | Guillaume Martens   | KTM                 | 54:24:49            | 0:32:25             |
| 11    | 3                      | Martin Fontyn          | KTM                    | 13:38                  | 00:57                  | 3                   | Patrick Arnoult     | Honda               | 55:57:01            | 2:04:37             |

### Carros
|           | Classificação da etapa | Classificação da etapa                   | Classificação da etapa | Classificação da etapa | Classificação da etapa | Classificação Geral | Classificação Geral                     | Classificação Geral | Classificação Geral | Classificação Geral |
| Etapa     | Pos                    | Piloto                                   | Marca                  | Tempo                  | Dif                    | Pos                 | Piloto                                  | Marca               | Tempo               | Dif                 |
| 1 Anulada | 1 Anulada              | 1 Anulada                                | 1 Anulada              | 1 Anulada              | 1 Anulada              | 1 Anulada           | 1 Anulada                               | 1 Anulada           | 1 Anulada           | 1 Anulada           |
| --------- | ---------------------- | ---------------------------------------- | ---------------------- | ---------------------- | ---------------------- | ------------------- | --------------------------------------- | ------------------- | ------------------- | ------------------- |
| 2         | 1                      | Jean-Louis Schlesser Cyril Esquirol      | Schlesser Buggy        | 04:26:47               |                        | 1                   | Jean-Louis Schlesser Cyril Esquirol     | Schlesser Buggy     | 04:26:47            |                     |
| 2         | 2                      | Jerome Pelichet Xavier Panseri           | Toyota                 | 04:31:41               | 05:54                  | 2                   | Jerome Pelichet Xavier Panseri          | Toyota              | 04:31:41            | 05:54               |
| 2         | 3                      | Joost Van Cauwenberge Jacques Castelein  | Toyota                 | 04:44:38               | 17:51                  | 3                   | Joost Van Cauwenberge Jacques Castelein | Toyota              | 04:44:38            | 17:51               |
|           |                        |                                          |                        |                        |                        |                     |                                         |                     |                     |                     |
| 3         | 1                      | Jean-Louis Schlesser Cyril Esquirol      | Schlesser Buggy        | 04:42:13               |                        | 1                   | Jean-Louis Schlesser Cyril Esquirol     | Schlesser Buggy     | 09:09:00            |                     |
| 3         | 2                      | Jerome Pelichet Xavier Panseri           | Toyota                 | 04:45:20               | 03:07                  | 2                   | Jerome Pelichet Xavier Panseri          | Toyota              | 09:17:01            | 08:01               |
| 3         | 3                      | Jacques Loomans Frits Driesmans          | Toyota                 | 05:17:01               | 34:48                  | 3                   | Jacques Loomans Frits Driesmans         | Toyota              | 10:12:57            | 01:03:57            |
|           |                        |                                          |                        |                        |                        |                     |                                         |                     |                     |                     |
| 4         | 1                      | Jean-Louis Schlesser Cyril Esquirol      | Schlesser Buggy        | 04:03:39               |                        | 1                   | Jean-Louis Schlesser Cyril Esquirol     | Schlesser Buggy     | 13:12:39            |                     |
| 4         | 2                      | Jerome Pelichet Xavier Panseri           | Toyota                 | 04:06:52               | 03:13                  | 2                   | Jerome Pelichet Xavier Panseri          | Toyota              | 13:23:53            | 11:14               |
| 4         | 3                      | Miroslav Zapletal Maciej Marton          | Hummer                 | 04:12:34               | 08:55                  | 3                   | Jacques Loomans Frits Driesmans         | Toyota              | 14:25:37            | 01:12:58            |
|           |                        |                                          |                        |                        |                        |                     |                                         |                     |                     |                     |
| 5         | 1                      | Jerome Pelichet Xavier Panseri           | Toyota                 | 03:23:35               |                        | 1                   | Jean-Louis Schlesser Cyril Esquirol     | Schlesser Buggy     | 16:37:27            |                     |
| 5         | 2                      | Jean-Louis Schlesser Cyril Esquirol      | Schlesser Buggy        | 03:24:48               | 01:13                  | 2                   | Jerome Pelichet Xavier Panseri          | Toyota              | 16:47:28            | 10:01               |
| 5         | 3                      | Anton Grigorov Sergey Mishin             | OSC                    | 03:32:29               | 11:07                  | 3                   | Miroslav Zapletal Maciej Marton         | Hummer              | 18:14:07            | 01:36:40            |
|           |                        |                                          |                        |                        |                        |                     |                                         |                     |                     |                     |
| 6         | 1                      | Jean-Louis Schlesser Cyril Esquirol      | Schlesser Buggy        | 01:30:58               |                        | 1                   | Jean-Louis Schlesser Cyril Esquirol     | Schlesser Buggy     | 18:08:25            |                     |
| 6         | 2                      | Joost Van Cauwenberge Jacques Castelein  | Toyota                 | 01:32:02               | 01:14                  | 2                   | Jerome Pelichet Xavier Panseri          | Toyota              | 18:24:12            | 15:47               |
| 6         | 3                      | Paulo Ferreira Jorge Monteiro            | Nissan                 | 01:32:42               | 01:44                  | 3                   | Miroslav Zapletal Maciej Marton         | Hummer              | 19:52:37            | 01:47:10            |
|           |                        |                                          |                        |                        |                        |                     |                                         |                     |                     |                     |
| 7         | 1                      | Jean-Louis Schlesser Cyril Esquirol      | Schlesser Buggy        | 05:07:11               |                        | 1                   | Jean-Louis Schlesser Cyril Esquirol     | Schlesser Buggy     | 18:08:25            |                     |
| 7         | 2                      | Anton Grigorov Sergey Mishin             | OSC                    | 05:24:40               | 17:29                  | 2                   | Miroslav Zapletal Maciej Marton         | Hummer              | 25:57:07            | 02:41:31            |
| 7         | 3                      | Patrick Martin Jean Metz                 | Volkswagen             | 05:36:41               | 29:30                  | 3                   | Jerome Pelichet Xavier Panseri          | Toyota              | 26:18:54            | 03:03:18            |
|           |                        |                                          |                        |                        |                        |                     |                                         |                     |                     |                     |
| 8         | 1                      | Jean-Louis Schlesser Cyril Esquirol      | Schlesser Buggy        | 05:28:36               |                        | 1                   | Jean-Louis Schlesser Cyril Esquirol     | Schlesser Buggy     | 28:44:12            |                     |
| 8         | 2                      | Patrick Martin Jean Metz                 | Volkswagen             | 06:43:34               | 01:14:58               | 2                   | Anton Grigorov Sergey Mishin            | OSC                 | 33:51:09            | 05:06:57            |
| 8         | 3                      | Joost Van Cauwenberge Jacques Castelein  | Toyota                 | 06:44:11               | 01:15:35               | 3                   | Yves Fromont Jean Fromont               | Buggy               | 34:35:18            | 05:51:06            |
|           |                        |                                          |                        |                        |                        |                     |                                         |                     |                     |                     |
| 9         | 1                      | Abdelhamid Abouyoussef Mahmoud Noureldin | Volkswagen             | 05:24:46               |                        | 1                   | Jean-Louis Schlesser Cyril Esquirol     | Schlesser Buggy     | 34:22:03            |                     |
| 9         | 2                      | Yves Fromont Jean Fromont                | Buggy                  | 05:34:42               | 09:56                  | 2                   | Anton Grigorov Sergey Mishin            | OSC                 | 40:07:48            | 05:45:45            |
| 9         | 3                      | Jean-Louis Schlesser Cyril Esquirol      | Schlesser Buggy        | 05:37:51               | 13:05                  | 3                   | Yves Fromont Jean Fromont               | Buggy               | 40:10:00            | 05:47:57            |
|           |                        |                                          |                        |                        |                        |                     |                                         |                     |                     |                     |
| 10        | 1                      | Joost Van Cauwenberge Jacques Castelein  | Toyota                 | 02:41:04               |                        | 1                   | Jean-Louis Schlesser Cyril Esquirol     | Schlesser Buggy     | 37:09:45            |                     |
| 10        | 2                      | Jean-Louis Schlesser Cyril Esquirol      | Schlesser Buggy        | 02:47:42               | 06:38                  | 2                   | Yves Fromont Jean Fromont               | Buggy               | 42:59:28            | 05:47:36            |
| 10        | 3                      | Yves Fromont Jean Fromont                | Buggy                  | 02:49:28               | 08:24                  | 3                   | Joost Van Cauwenberge Jacques Castelein | Toyota              | 43:08:38            | 05:58:53            |
|           |                        |                                          |                        |                        |                        |                     |                                         |                     |                     |                     |
| 11        | 1                      | Jean-Louis Schlesser Cyril Esquirol      | Schlesser Buggy        | 11:49                  |                        | 1                   | Jean-Louis Schlesser Cyril Esquirol     | Schlesser Buggy     | 37:09:45            |                     |
| 11        | 2                      | Joost Van Cauwenberge Jacques Castelein  | Toyota                 | 12:22                  | 00:13                  | 2                   | Yves Fromont Jean Fromont               | Buggy               | 42:59:28            | 05:47:36            |
| 11        | 3                      | Paulo Monteiro Jorge Monteiro            | Nissan                 | 12:11                  | 00:22                  | 3                   | Joost Van Cauwenberge Jacques Castelein | Toyota              | 43:08:38            | 05:58:53            |

### Camiões
|           | Classificação da etapa | Classificação da etapa                         | Classificação da etapa | Classificação da etapa | Classificação da etapa | Classificação Geral | Classificação Geral                            | Classificação Geral | Classificação Geral | Classificação Geral |
| Etapa     | Pos                    | Piloto                                         | Marca                  | Tempo                  | Dif                    | Pos                 | Piloto                                         | Marca               | Tempo               | Dif                 |
| 1 Anulada | 1 Anulada              | 1 Anulada                                      | 1 Anulada              | 1 Anulada              | 1 Anulada              | 1 Anulada           | 1 Anulada                                      | 1 Anulada           | 1 Anulada           | 1 Anulada           |
| --------- | ---------------------- | ---------------------------------------------- | ---------------------- | ---------------------- | ---------------------- | ------------------- | ---------------------------------------------- | ------------------- | ------------------- | ------------------- |
| 2         | 1                      | Anton Shibalov Evgeny Yakovlev Dmitry Sotnikov | Kamaz                  | 05:05:03               |                        | 1                   | Anton Shibalov Evgeny Yakovlev Dmitry Sotnikov | Kamaz               | 05:05:03            |                     |
| 2         | 2                      | Elisabete Jacinto José Marques Marco Cochinho  | MAN                    | 05:14:21               | 09:18                  | 2                   | Elisabete Jacinto José Marques Marco Cochinho  | MAN                 | 05:14:21            | 09:18               |
| 2         | 3                      | Miklos Kovacs Peter Czegledi Tamas Toth        | Scania                 | 05:46:01               | 40:58                  | 3                   | Miklos Kovacs Peter Czegledi Tamas Toth        | Scania              | 05:46:01            | 40:58               |
|           |                        |                                                |                        |                        |                        |                     |                                                |                     |                     |                     |
| 3         | 1                      | Anton Shibalov Evgeny Yakovlev Dmitry Sotnikov | Kamaz                  | 05:17:05               |                        | 1                   | Anton Shibalov Evgeny Yakovlev Dmitry Sotnikov | Kamaz               | 10:22:44            |                     |
| 3         | 2                      | Tomas Tomecek Vojtech Moravek                  | Tatra                  | 05:34:18               | 17:13                  | 2                   | Elisabete Jacinto José Marques Marco Cochinho  | MAN                 | 10:50:15            | 27:31               |
| 3         | 3                      | Elisabete Jacinto José Marques Marco Cochinho  | MAN                    | 05:35:28               | 18:23                  | 3                   | Tomas Tomecek Vojtech Moravek                  | Tatra               | 11:36:09            | 1:13:25             |
|           |                        |                                                |                        |                        |                        |                     |                                                |                     |                     |                     |
| 4         | 1                      | Elisabete Jacinto José Marques Marco Cochinho  | MAN                    | 04:33:26               |                        | 1                   | Anton Shibalov Evgeny Yakovlev Dmitry Sotnikov | Kamaz               | 14:56:56            |                     |
| 4         | 2                      | Anton Shibalov Evgeny Yakovlev Dmitry Sotnikov | Kamaz                  | 04:34:12               | 00:46                  | 2                   | Elisabete Jacinto José Marques Marco Cochinho  | MAN                 | 15:23:41            | 26:45               |
| 4         | 3                      | Tomas Tomecek Vojtech Moravek                  | Tatra                  | 04:51:09               | 17:43                  | 3                   | Tomas Tomecek Vojtech Moravek                  | Tatra               | 16:27:18            | 01:30:22            |
|           |                        |                                                |                        |                        |                        |                     |                                                |                     |                     |                     |
| 5         | 1                      | Anton Shibalov Evgeny Yakovlev Dmitry Sotnikov | Kamaz                  | 03:41:47               |                        | 1                   | Anton Shibalov Evgeny Yakovlev Dmitry Sotnikov | Kamaz               | 18:38:43            |                     |
| 5         | 2                      | Elisabete Jacinto José Marques Marco Cochinho  | MAN                    | 03:45:35               | 03:48                  | 2                   | Elisabete Jacinto José Marques Marco Cochinho  | MAN                 | 19:09:16            | 30:33               |
| 5         | 3                      | Tomas Tomecek Vojtech Moravek                  | Tatra                  | 03:47:03               | 05:16                  | 3                   | Tomas Tomecek Vojtech Moravek                  | Tatra               | 20:14:52            | 01:36.09            |
|           |                        |                                                |                        |                        |                        |                     |                                                |                     |                     |                     |
| 6         | 1                      | Anton Shibalov Evgeny Yakovlev Dmitry Sotnikov | Kamaz                  | 01:33:52               |                        | 1                   | Anton Shibalov Evgeny Yakovlev Dmitry Sotnikov | Kamaz               | 20:12:35            |                     |
| 6         | 2                      | Elisabete Jacinto José Marques Marco Cochinho  | MAN                    | 01:41:27               | 07:35                  | 2                   | Elisabete Jacinto José Marques Marco Cochinho  | MAN                 | 20:50:43            | 38:08               |
| 6         | 3                      | Noel Essers MArc Lauwers Ulrich Boerboom       | MAN                    | 01:47:19               | 13:27                  | 3                   | Tomas Tomecek Vojtech Moravek                  | Tatra               | 22:08:32            | 01:55:57            |
|           |                        |                                                |                        |                        |                        |                     |                                                |                     |                     |                     |
| 7         | 1                      | Anton Shibalov Evgeny Yakovlev Dmitry Sotnikov | Kamaz                  | 05:08:35               |                        | 1                   | Anton Shibalov Evgeny Yakovlev Dmitry Sotnikov | Kamaz               | 25:21:10            |                     |
| 7         | 2                      | Tomas Tomecek Vojtech Moravek                  | Tatra                  | 05:23:38               | 15:03                  | 2                   | Tomas Tomecek Vojtech Moravek                  | Tatra               | 27:32:10            | 2:11:00             |
| 7         | 3                      | Miklos Kovacs Peter Czegledi Tamas Toth        | Scania                 | 06:28:43               | 1:20:08                | 3                   | Elisabete Jacinto José Marques Marco Cochinho  | MAN                 | 29:39:45            | 4:18:35             |
|           |                        |                                                |                        |                        |                        |                     |                                                |                     |                     |                     |
| 8         | 1                      | Elisabete Jacinto José Marques Marco Cochinho  | MAN                    | 05:44:58               |                        | 1                   | Anton Shibalov Evgeny Yakovlev Dmitry Sotnikov | Kamaz               | 31:39:20            |                     |
| 8         | 2                      | Tomas Tomecek Vojtech Moravek                  | Tatra                  | 06:17:59               | 33:01                  | 2                   | Tomas Tomecek Vojtech Moravek                  | Tatra               | 33:50:09            | 02:10:49            |
| 8         | 3                      | Anton Shibalov Evgeny Yakovlev Dmitry Sotnikov | Kamaz                  | 06:18:10               | 33:12                  | 3                   | Elisabete Jacinto José Marques Marco Cochinho  | MAN                 | 35:24:43            | 03:45:23            |
|           |                        |                                                |                        |                        |                        |                     |                                                |                     |                     |                     |
| 9         | 1                      | Anton Shibalov Evgeny Yakovlev Dmitry Sotnikov | Kamaz                  | 05:40:30               |                        | 1                   | Anton Shibalov Evgeny Yakovlev Dmitry Sotnikov | Kamaz               | 37:19:50            |                     |
| 9         | 2                      | Tomas Tomecek Vojtech Moravek                  | Tatra                  | 06:00:03               | 19:33                  | 2                   | Tomas Tomecek Vojtech Moravek                  | Tatra               | 39:50:12            | 02:30:22            |
| 9         | 3                      | Elisabete Jacinto José Marques Marco Cochinho  | MAN                    | 06:02:12               | 21:42                  | 3                   | Elisabete Jacinto José Marques Marco Cochinho  | MAN                 | 41:26:55            | 04:07:05            |
|           |                        |                                                |                        |                        |                        |                     |                                                |                     |                     |                     |
| 10        | 1                      | Anton Shibalov Evgeny Yakovlev Dmitry Sotnikov | Kamaz                  | 02:57:03               |                        | 1                   | Anton Shibalov Evgeny Yakovlev Dmitry Sotnikov | Kamaz               | 40:16:53            |                     |
| 10        | 2                      | Tomas Tomecek Vojtech Moravek                  | Tatra                  | 03:07:09               | 10:06                  | 2                   | Tomas Tomecek Vojtech Moravek                  | Tatra               | 42:57:21            | 02:40:28            |
| 10        | 3                      | Miklos Kovacs Peter Czegledi Tamas Toth        | Scania                 | 03:12:00               | 14:57                  | 3                   | Elisabete Jacinto José Marques Marco Cochinho  | MAN                 | 44:44:14            | 04:27:21            |
|           |                        |                                                |                        |                        |                        |                     |                                                |                     |                     |                     |
| 11        | 1                      | Miklos Kovacs Peter Czegledi Tamas Toth        | Scania                 | 13:20                  |                        | 1                   | Anton Shibalov Evgeny Yakovlev Dmitry Sotnikov | Kamaz               | 40:16:53            |                     |
| 11        | 2                      | Elisabete Jacinto José Marques Marco Cochinho  | MAN                    | 13:27                  | 00:07                  | 2                   | Tomas Tomecek Vojtech Moravek                  | Tatra               | 42:57:21            | 02:40:28            |
| 11        | 3                      | Noel Essers Marc Lauwers Ulrich Boerboom       | MAN                    | 14:23                  | 01:03                  | 3                   | Elisabete Jacinto José Marques Marco Cochinho  | MAN                 | 44:44:14            | 04:27:21            |

## Vencedores
| Categoria  | Vencedor                                                               | Segundo                                                 | Terceiro                                                             |
| ---------- | ---------------------------------------------------------------------- | ------------------------------------------------------- | -------------------------------------------------------------------- |
| Motos      | 169 - KTM Martin Fontyn 54h 24m 49s                                    | 122 - KTM Guillaume Martens + 32m 25s                   | 117 - Honda Patrick Arnoult + 2h 4m 37s                              |
| Automóveis | 200 - Schlesser Buggy Jean-Louis Schlesser Cyril Esquirol 37h 9m 45s   | 208 - Buggy Yves Fromont Jean Fromont + 5h 47m 36s      | 204 - Toyota Joost Van Cauwenberge Jacques Castelein + 5h 58m 53s    |
| Camiões    | 402 - Kamaz Anton Shibalov Evgeny Yakovlev Dmitry Sotnikov 40h 16m 53s | 400 - Tatra Tomas Tomecek Vojtech Moravek + 02h 40m 28s | 403 - MAN Elisabete Jacinto José Marques Marco Cochinho + 4h 26m 21s |

## Participação dos portugueses
| Camiões - Elisabete Jacinto/ José Marques/Marco Cochinho (MAN TGS) - 3º lugar final na classe para Camiões - Vitória na 2ª etapa na Classe para Camiões; - Vitória na 8ª etapa na Classe para Camiões; | Automóveis - Paulo Rui Ferreira/Jorge Monteiro (Nissan Navara) - 9º lugar final na classe Carros - 4º Lugar na 3ª etapa na Classe Automóveis; - 5º Lugar na 4ª etapa na Classe Automóveis; - 3º Lugar na 6ª etapa na Classe Automóveis; - 3º Lugar na 11ª etapa na Classe Automóveis; - Carlos Barbosa/Carlos Mota (UMM PRV V&) - Desistência na 4ª etapa; - Bruno Barbosa/Joaquim Baptista (UMM Alter Turbo) - Desistência na 4ª etapa; |

## Ligações Externas
- Site Oficial